# Batman: The Dark Knight Returns, Part 2
Batman: The Dark Knight Returns, Part 2 è un film d'animazione del 2013 diretto da Jay Oliva.
Pellicola basata sulla seconda parte della miniserie Batman - Il ritorno del Cavaliere Oscuro di Frank Miller. È il seguito di Batman: The Dark Knight Returns, Part 1.

## Trama
Joker finge di essere guarito per poter tornare libero mentre il Presidente degli Stati Uniti d'America chiede a Superman, ormai divenuto dipendente del governo a seguito dell'accordo tra questo e i supereroi stipulato ufficiosamente anni addietro, di occuparsi di Batman, che nel frattempo viene raggiunto da un mandato di arresto emesso dal nuovo capo della polizia di Gotham, subentrata a James Gordon, Ellen Yendel.
Bruce viene raggiunto da Superman mentre combatte con il capo di una fazione di Mutanti staccatasi dai Figli di Batman e alleatasi col Joker e i due si danno appuntamento per la mattina dopo. All'incontro Clark chiede a Bruce di ritornare in pensione per il suo stesso bene ma quest'ultimo rifiuta senza indugi, dato anche il risentimento che prova per lui per essersi abbassato a prendere ordini dal governo, e sfida apertamente l'uomo d'acciaio. Questi tuttavia è costretto ad andarsene rapidamente in quanto chiamato a prendere parte alla battaglia tra Stati Uniti e Russia che si sta combattendo al largo dell'isola di Corto Maltese.
Joker e il suo psichiatra prendono parte ad uno show televisivo, ma il clown genera rapidamente il caos uccidendo il medico con una tazza e gli spettatori in studio con il suo gas Smilex, portato da due robot fornitigli da un suo sottoposto; subito dopo raggiunge Selina Kyle, l'ex Catwoman ora titolare di un'impresa di escort, e riesce a soggiogarla al suo volere grazie ad un rossetto drogato. Batman e Robin la raggiungono e riescono a capire che il Joker li attende al luna park. Al parco divertimenti si consuma l'ultimo scontro tra i due acerrimi nemici: i due infatti ingaggiano un sanguinoso e brutale combattimento che si chiude con il suicidio del malvagio Joker, che riesce comunque a far ricadere la colpa della sua morte su Batman e non prima di aver ucciso innumerevoli innocenti, e la rocambolesca fuga di Batman, soccorso da Robin appena in tempo.
I Russi, nonostante la sconfitta, lanciano contro l'isola una testata nucleare, che Superman riesce con enorme fatica a far detonare in orbita. Gli effetti dell'esplosione giungono tuttavia sulla Terra, dove si genera un blackout di proporzioni mondiali: Bruce, deciso a evitare il peggio, guida i Figli di Batman per le strade di Gotham e riesce, anche grazie alla collaborazione dei cittadini, a mantenere l'ordine.
Qualche tempo dopo Wayne va a trovare Oliver Queen, l'ex Freccia Verde ora ridotto a poco più di un senzatetto e privo del braccio sinistro, perso probabilmente per mano di Superman al tempo dell'accordo col governo: l'arciere chiede a Bruce di farlo partecipe del suo piano contro l'uomo d'acciaio e Bruce, dopo averglielo accordato, riceve la richiesta di Superman per il confronto finale.
Batman si presenta allo scontro con un'armatura in grado di renderlo capace di lottare con Superman, che nonostante l'ordine del Presidente non vuole ucciderlo, e grazie all'aiuto di Oliver, che scaglia contro Clark una freccia alla kryptonite, riesce a sconfiggerlo, per poi accasciarsi a terra colto da infarto. Lo stesso attacco cardiaco toglie la vita ad Alfred, che durante le battute finali dello scontro distrugge villa Wayne per ordine del suo padrone.
Al funerale di Bruce, che l'opinione pubblica scopre infine essere Batman, Clark riesce a udire il suo battito cardiaco: Wayne, infatti, assieme a Robin e Oliver, decide di addestrare i Figli di Batman nelle caverne sotterranee insegnando loro tutto ciò che ha imparato nel corso delle innumerevoli battaglie sostenute.